# O Romance de Murphy
O Romance de Murphy  (Murphy's Romance, no original em inglês) é um filme norte-americano de 1985, do gênero comédia, dirigido por Martin Ritt e estrelado por Sally Field e James Garner.

## Recepção
O filme é bastante elogiado pela crítica, que exalta sua simplicidade eficaz e seu suave encanto. Leonard Maltin diz que é uma comédia "charming [and] easygoing" (charmosa e fácil de assistir).
Os elogios se estendem à excelente atuação de James Garner, que o autor de The Columbia Story considera a melhor de sua carreira. A Academia, inclusive, concedeu a ele sua única indicação ao Oscar.
A história é ambientada em uma comunidade rural dos EUA, cenário predileto do diretor Martin Ritt.

## Sinopse
Após o divórcio, Emma Moriarty e o filho Jake vão residir em pequena cidade do Arizona, onde tentam criar cavalos. O farmacêutico e cobiçado solteirão Murphy Jones se sente atraído por ela, mas tem de se conter quando Bobby Jack, o ex-marido de Emma, aparece e diz que está regenerado.

## Premiações
| Patrocinador                                            | Prêmio       | Categoria                                                                                       | Situação |
| ------------------------------------------------------- | ------------ | ----------------------------------------------------------------------------------------------- | -------- |
| Academia de Artes e Ciências Cinematográficas           | Oscar        | Melhor Ator (James Garner) Melhor Fotografia                                                    | Indicado |
| Associação de Correspondentes Estrangeiros de Hollywood | Golden Globe | Melhor Ator - Comédia ou Musical (James Garner) Melhor Atriz - Comédia ou Musical (Sally Field) | Indicado |

## Elenco
| Ator/Atriz        | Personagem          |
| ----------------- | ------------------- |
| Sally Field       | Emma Moriarty       |
| James Garner      | Murphy Jones        |
| Brian Kerwin      | Bobby Jack Moriarty |
| Corey Haim        | Jake Moriarty       |
| Dennis Burkley    | Freeman Coverly     |
| Georgann Johnson  | Margaret            |
| Dortha Duckworth  | Bessie              |
| Michael Prokopuk  | Albert              |
| Billy Ray Sharkey | Larry Le Beau       |
| Michael Crabtree  | Jim Forrest         |
| Anna Levine       | Wanda               |
| Charles Lane      | Amos Abbott         |
| Bruce French      | Rex Boyd            |
| John C. Becher    | Jesse Parker        |
| Henry Slate       | Fred Hite           |